# Giuseppe Arcaini
Giuseppe Arcaini (Milano, 10 aprile 1901 – Lugano, 29 settembre 1978) è stato un politico italiano, esponente della Democrazia Cristiana.

## Biografia
È stato deputato per la Democrazia Cristiana all'Assemblea Costituente e poi nella I e II legislatura, rimanendo a Montecitorio fino al 1958.
È stato inoltre Sottosegretario di Stato al Tesoro nel I Governo Fanfani, nel Governo Scelba e nel I Governo Segni.
Direttore dell'Italcasse, si dimise nel 1977 per lo scandalo sui finanziamenti illeciti concessi a politici ed imprenditori.
Si è spento nel 1978, all'età di 77 anni.